# La Quemada

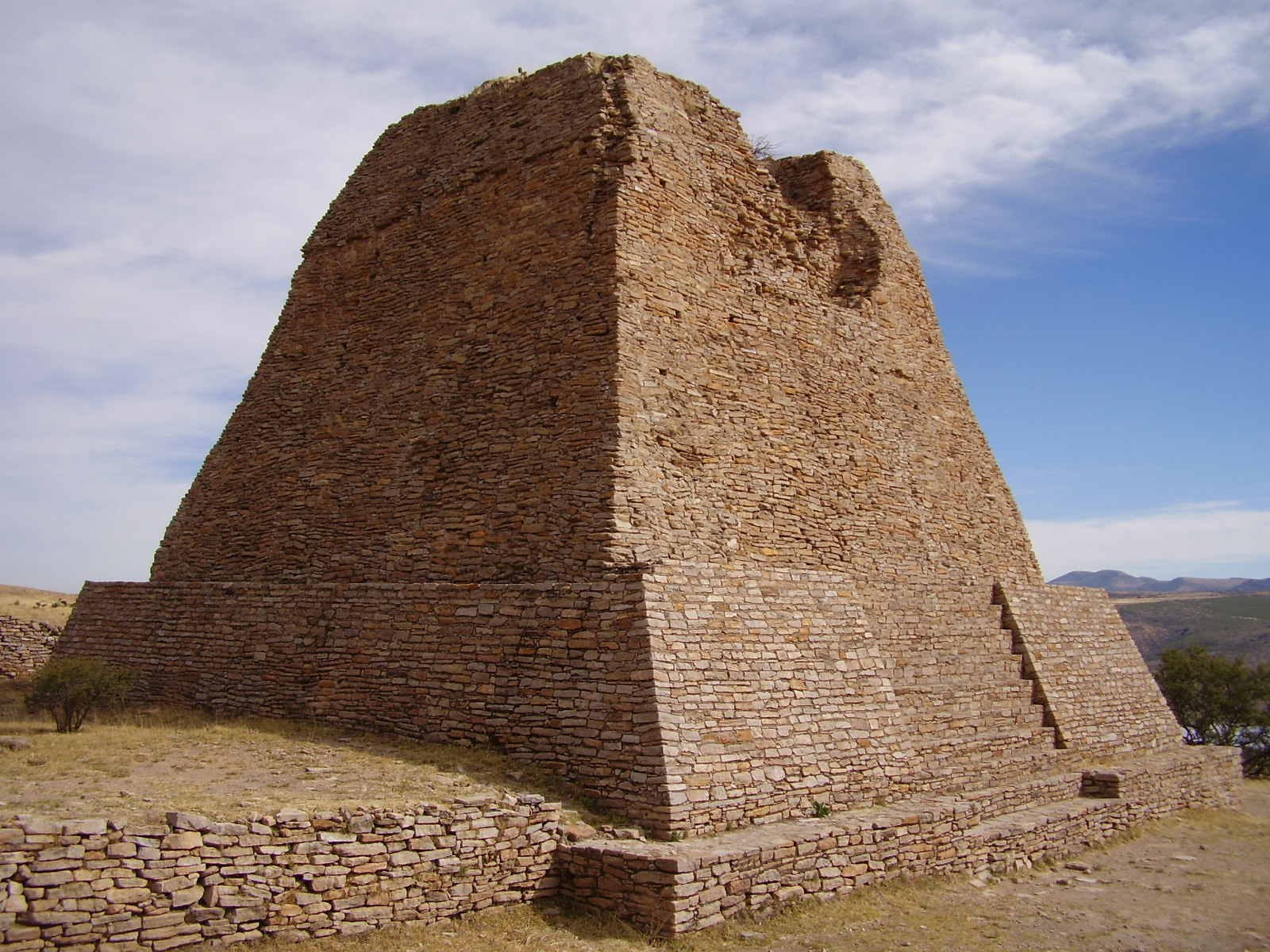
Pyramid i La Quemada

La Quemada är en arkeologisk anläggning på en kulle 5,6 mil söder om Zacatecas, Mexiko.
La Quemada består av olika plattformar av murverk som ger kullen dess form och som fungerade som grund till andra strukturer. Vid södra och sydöstra sidan av kullen finns det en grupp ceremoniella byggnader. De flesta av byggnaderna har plattformar av en typ som är typisk för arkitekturen i Mesoamerika. På västra sidan finns några plattformar eller terrasser som verkar ha varit bostäder snarare än ceremoniella byggnader. Byggnadselementen i La Quemada är riolita stenar som kommer från en annan kulle i närheten.
Hittills har de arkeologiska utforskningarna visat att La Quemada användes i olika perioder. Inom anläggningen finns rester av äldre anläggningar.

## Historia
Det finns teorier om syftet med anläggningen. Man har föreslagit att den är en teotihuacánnsk bosättning, en fästning mot chichimecas, ett toltekiskt rike, eller en självständig utvecklad anläggning av de indiangrupper som bosatte sig här.
Munken Juan de Torquemada skrev 1651 att La Quemada var en av de platser aztekerna besökte under sin vandring till Mexicodalen (nuvarande Mexico City). Francisco Javier Clavijero förknippade 1780 platsen med Chicomostoc, där aztekerna stannade under nio år på väg till Anahuac. Denna spekulation gav upphov till idén att La Quemada är den mytiska platsen De Sjua Grottorna (Las Siete Cuevas).
De arkeologiska fältundersökningarna från 1980-talet fastställde att La Quemada kan dateras till mellan 300 och 1200 och var samtida med den galchihuitiska kultur som kännetecknades av ett intensivt gruvarbete.
La Quemada, Las Ventanas, El Ixtepete samt andra stora bosättningar i Jaliscos högländer och norra Guanajuato bildade en kultur förknippad med Teotihuacan (350-700) som spred sig från norra Zacatecas till Mexicodalen.
Mellan 700 och 1100 slutade La Quemada att vara ett av de större kulturområdena, då området brutits upp i rivaliserade konkurrerande regionala regioner. Under denna tid fick La Quemada en defensiv roll genom att här uppfördes en jättevägg, cirka 4m hög och 4m bred, samt med två blockerade trappor i det ceremoniella komplexet med avsikten att hindra tillgången till anläggningen. Det finns spår av brand på många delar av komplexet vilket tyder på att La Quemada fick ett våldsamt slut.